# جولييت بونكونغو
جولييت بونكونجو (بالفرنسية: Juliette Bonkoungou) هي سفيرة دولة بوركينا فاسو لدى دولة كندا، وتعتبر إحدى أشهر السياسيات ببوركينا فاسو. فقد عملت كقاضية، ورئيسة المجلس الاقتصادي والاجتماعي. كما أنها عضو في نفس الحزب الحاكم، ورئيسه بليز كومباوري، وهو حزب مؤتمر من أجل الديمقراطية والتقدم. وهي معروفة بشكل غير رسمي في بوركينا فاسو كجولي كودوغو نسبة لبلدتها.

## حياتها وعائلتها
فقد ولدت جولييت بونكونغو في ياموغو في كودوغو، ببوركينا فاسو في 14 مايو/آيار 1954، وهي أكبر أخواتها الثمانية. عمل والدها، السيد جوزيف ياموغو أمير بوركينا ناب يري، كشرطيًا في مدينة بوبوديولاسو لمدة عامين، ثم عاد إلى مسقط رأسه كودوغو وعمل كذلك كشرطي. أما والدتها، مادلين ياموغو، فالتقت بزوجها باسكل بونكونغو في عام 1981 بفرنسا بينما كانوا يدرسون هناك. ويعمل زوجها كطبيب متخصص في أمراض الباطنة، ولديهم بنت وولدين.

## تعليمها
تعتبر جولييت بونكونغو محامية واقتصادية. فبعد حصولها على درجة ماجستر في القانون المدني وشهادة الدراسات المعمقة (دبلومة ما بعد التخرج)، حصلت على درجة الامتياز في دبلومة من كلية الحقوق الوطنية الفرنسية. وبعد ذلك، حصلت على دبلومة أخرى في مجال إدارة المشتريات الصناعية من معهد الإدارة والأعمال في بوردو، فرنسا. ونجحت في اجتياز تدريب كامل ذو خبرة في مجال القانون في محكمة المدنية ببوردو. وتتحدث بطلاقة اللغة الفرنسية، والإنجليزية، والعربية، وديولية.